# Ridgecrest (Floryda)
Ridgecrest – jednostka osadnicza w Stanach Zjednoczonych, w stanie Floryda, w hrabstwie Pinellas.